# Bulbul de les Nicobar
El bulbul de les Nicobar (Ixos nicobariensis) és una espècie d'ocell de la família dels picnonòtids (Pycnonotidae). És endèmic de les illes Nicobar, de l'Índia. Els seus hàbitats principals són els boscos tropicals i subtropicals de frondoses humits de les terres baixes, les plantacions, els jardins rurals i les àrees forestals fortament degradades. El seu estat de conservació es considera gairebé amenaçat.